# Antheroporum pierrei
Antheroporum pierrei är en ärtväxtart som beskrevs av François Gagnepain. Antheroporum pierrei ingår i släktet Antheroporum och familjen ärtväxter. Inga underarter finns listade i Catalogue of Life.